# کینگستون (حوزه سرشماری)، ماساچوست
کینگستون (به انگلیسی: Kingston) یک منطقهٔ مسکونی در ایالات متحده آمریکا است که در شهرستان پلیموث، ماساچوست واقع شده‌است. کینگستون ۱۶٫۳ کیلومتر مربع مساحت و ۵٬۵۹۱ نفر جمعیت دارد و ۱۸ متر بالاتر از سطح دریا واقع شده‌است.